# مازدا روادباسير أي بي
مازدا روادباسير أي بي (بالإنجليزية: Mazda Roadpacer AP)‏ هي سيارة من تصنيع شركة مازدا.